# José Salvador Carmona
José Salvador Carmona, né à Nava del Rey (Valladolid) et mort à Hontoba (Guadalajara), est un sculpteur espagnol du XVIIIe siècle.

## Biographie
Il est le neveu et disciple de Luis Salvador Carmona (en) et le frère des graveurs Manuel et Juan Antonio (en). Il est un représentant d'un style rococo tardif, spécialisé dans l'iconographie religieuse en bois polychrome. Selon Ceán Bermúdez, c'est un artiste estimable, surtout lorsqu'il suit les modèles de son oncle, dont il ne s'éloigne jamais du style.

## Œuvres

### Œuvres conservées

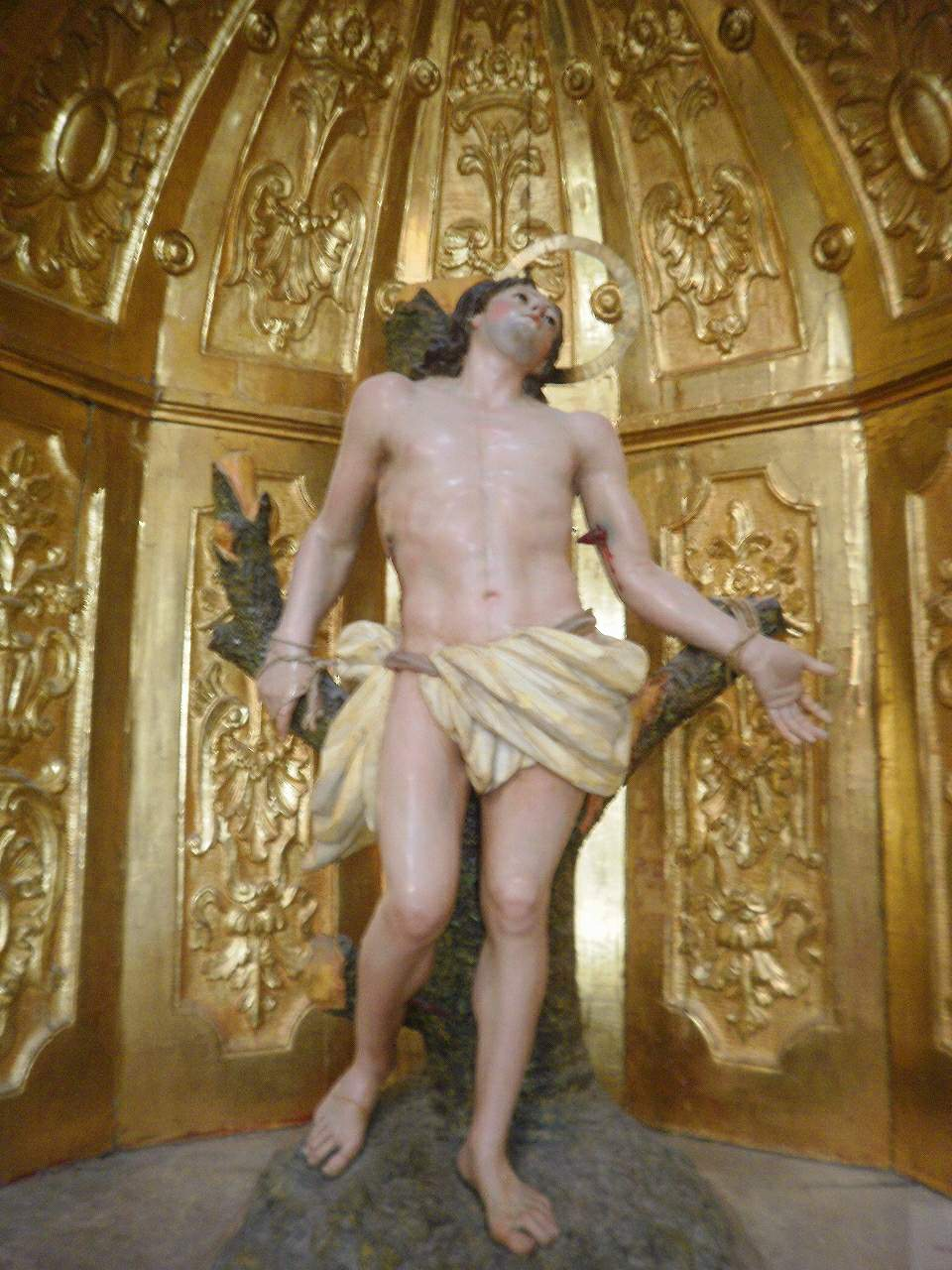
San Sebastián. Cathédrale de Coria.

- San Sebastián (1777), cathédrale de Coria (province de Cáceres)
- San Miguel Arcángel, cathédrale de Coria (province de Cáceres)
- San Luis obispo (1779), cathédrale de Coria (province de Cáceres)
- Santa Ana (1776), sanctuaire de Notre-Dame de la montagne, Cáceres
- Cristo de la Salud (1767), sanctuaire de Notre-Dame de la montagne, Cáceres
- Jesús Nazareno (1780), église Nuestra Señora de la Asunción, Malpartida de Cáceres (Cáceres)
- San Lorenzo (1775), paroisse de Santa María de Astáriz, Castrelo de Miño (province d'Ourense)
- San Camilo de Lelis (1775), paroisse de Santa María de Astáriz, Castrelo de Miño (province d'Ourense)
- Cristo de la Caridad (h. 1770), monastère de San Miguel de las Victorias, Priego (province de Cuenca)
- Santa Margarita de Cortona (h. 1770), église de San Nicolás de Bari, Priego (province de Cuenca)
- Santa María Magdalena (h. 1770), église de San Nicolás de Bari, Priego (province de Cuenca)
- Virgen Dolorosa (h. 1770), église de San Nicolás de Bari, Priego (province de Cuenca)
- Crucificado alado (h. 1770), église de San Nicolás de Bari, Priego (province de Cuenca)
- San Francisco recibiendo los estigmas (h. 1770), il était en lien avec le précédent, aujourd'hui conservé dans la cathédrale Sainte-Marie et Saint-Julien de Cuenca.
- Virgen de la Peña (h. 1770), église de San Nicolás de Bari, Priego (province de Cuenca)
- San Miguel Arcángel (h. 1770), église de San Nicolás de Bari, Priego (province de Cuenca)
- San José (h. 1770), iglesia de San Nicolás de Bari, Priego (province de Cuenca)
- Santo Domingo de Guzmán (h. 1770), église de San Nicolás de Bari, Priego (province de Cuenca)
- San Antonio de Padua (h. 1770), église de San Nicolás de Bari, Priego (province de Cuenca)
- San Francisco de Asís (h. 1770), église de San Nicolás de Bari, Priego (province de Cuenca)
- San Pedro de Alcántara (h. 1770), église de San Nicolás de Bari, Priego (province de Cuenca)
- San Pascual Bailón (h. 1770), cathédrale Sainte-Marie et Saint-Julien de Cuenca
- San Francisco de Asís, église de Nuestra Señora de la Asunción, Oropesa (province de Tolède)
- San Antonio de Padua, église de Nuestra Señora de la Asunción, Oropesa (province de Tolède)
- San Pascual Bailón, église de Nuestra Señora de la Asunción, Oropesa (province de Tolède)
- San Pedro mártir, église de Nuestra Señora de la Asunción, Oropesa (province de Tolède)
- San Benito de Palermo (h. 1770), église de Nuestra Señora de la Asunción, Oropesa (province de Tolède)
- Virgen Dolorosa (1768), église Saint-Jérôme-le-Royal (Madrid)

### Œuvres attribuées
- Cruz de altar, cathédrale de Coria (province de Cácere)
- Piedad, église de Santa María la Mayor, Béjar (province de Salamanque)
- San Bartolomé, église de Notre Dame d'Asunción, Oropesa (province de Tolède)